# أندرو ديكستر جونيور
أندرو ديكستر جونيور (بالإنجليزية: Andrew Dexter, Jr.) هو شخصية أعمال ومحامي أمريكي، ولد في 28 مارس 1779 في Brookfield, Massachusetts ‏ في الولايات المتحدة، وتوفي في 2 نوفمبر 1837.